# Пиллиджер (город, Миннесота)
Пиллиджер (англ. Pillager) — город в округе Касс, штат Миннесота, США. На площади 1,7 км² (1,7 км² — суша, 0,1 км² — вода), согласно переписи 2002 года, проживают 420 человек. Плотность населения составляет 253 чел./км².
- Телефонный код города — 218
- Почтовый индекс — 56473
- FIPS-код города — 27-50902[1]
- GNIS-идентификатор — 0649426[2]